# Evorthodus minutus
Evorthodus minutus es una especie de peces de la familia de los Gobiidae en el orden de los Perciformes.

## Hábitat
Es un pez de mar y, de clima tropical y demersal.

## Distribución geográfica
Se encuentra en Panamá (Corozal, Canal de Panamá) y el Ecuador.

## Observaciones
Es inofensivo para los humanos.